# Rema (Musiker)/Diskografie
Diese Diskografie ist eine Übersicht über die musikalischen Werke des nigerianischen Afrobeat-Musikers Rema. Den Schallplattenauszeichnungen zufolge hat er bisher mehr als 16,1 Millionen Tonträger verkauft, davon alleine in seiner Heimat über 1,1 Millionen. Seine erfolgreichste Veröffentlichung ist die Single Calm Down mit über 10,8 Millionen verkauften Einheiten.

## Alben

### Studioalben
| Jahr | Titel Musiklabel                                       | Höchstplatzierung, Gesamtwochen, AuszeichnungChartplatzierungen (Jahr, Titel, Musiklabel, Platzierungen, Wochen, Auszeichnungen, Anmerkungen) | Höchstplatzierung, Gesamtwochen, AuszeichnungChartplatzierungen (Jahr, Titel, Musiklabel, Platzierungen, Wochen, Auszeichnungen, Anmerkungen) | Höchstplatzierung, Gesamtwochen, AuszeichnungChartplatzierungen (Jahr, Titel, Musiklabel, Platzierungen, Wochen, Auszeichnungen, Anmerkungen) | Höchstplatzierung, Gesamtwochen, AuszeichnungChartplatzierungen (Jahr, Titel, Musiklabel, Platzierungen, Wochen, Auszeichnungen, Anmerkungen) | Höchstplatzierung, Gesamtwochen, AuszeichnungChartplatzierungen (Jahr, Titel, Musiklabel, Platzierungen, Wochen, Auszeichnungen, Anmerkungen) | Höchstplatzierung, Gesamtwochen, AuszeichnungChartplatzierungen (Jahr, Titel, Musiklabel, Platzierungen, Wochen, Auszeichnungen, Anmerkungen) | Anmerkungen                         |
| Jahr | Titel Musiklabel                                       | NG | DE | AT | CH | UK | US | Anmerkungen                         |
| ---- | ------------------------------------------------------ | --- | --- | --- | --- | --- | --- | ----------------------------------- |
| 2022 | Rave & Roses Jonzing World (JWE) • Mavin Records (MGH) | NG2 (… Wo.)NG | — | — | CH— PlatinCH | — | US81 Gold · (37 Wo.)US | Erstveröffentlichung: 24. März 2022 |
| 2024 | Heis Jonzing World (JWE) • Mavin Records (MGH)         | NG1 (… Wo.)NG | — | — | CH99 (1 Wo.)CH | UK90 (1 Wo.)UK | — | Erstveröffentlichung: 10. Juli 2024 |

### Kompilationen
| Jahr | Titel Musiklabel                                           | Höchstplatzierung, Gesamtwochen, AuszeichnungChartplatzierungen (Jahr, Titel, Musiklabel, Platzierungen, Wochen, Auszeichnungen, Anmerkungen) | Höchstplatzierung, Gesamtwochen, AuszeichnungChartplatzierungen (Jahr, Titel, Musiklabel, Platzierungen, Wochen, Auszeichnungen, Anmerkungen) | Höchstplatzierung, Gesamtwochen, AuszeichnungChartplatzierungen (Jahr, Titel, Musiklabel, Platzierungen, Wochen, Auszeichnungen, Anmerkungen) | Höchstplatzierung, Gesamtwochen, AuszeichnungChartplatzierungen (Jahr, Titel, Musiklabel, Platzierungen, Wochen, Auszeichnungen, Anmerkungen) | Höchstplatzierung, Gesamtwochen, AuszeichnungChartplatzierungen (Jahr, Titel, Musiklabel, Platzierungen, Wochen, Auszeichnungen, Anmerkungen) | Höchstplatzierung, Gesamtwochen, AuszeichnungChartplatzierungen (Jahr, Titel, Musiklabel, Platzierungen, Wochen, Auszeichnungen, Anmerkungen) | Anmerkungen                        |
| Jahr | Titel Musiklabel                                           | NG | DE | AT | CH | UK | US | Anmerkungen                        |
| ---- | ---------------------------------------------------------- | --- | --- | --- | --- | --- | --- | ---------------------------------- |
| 2020 | Rema Compilation Jonzing World (JWE) • Mavin Records (MGH) | NG54 (… Wo.)NG | — | — | — | — | — | Erstveröffentlichung: 9. Juli 2020 |

### EPs
| Jahr | Titel Musiklabel                                       | Höchstplatzierung, Gesamtwochen, AuszeichnungChartplatzierungen (Jahr, Titel, Musiklabel, Platzierungen, Wochen, Auszeichnungen, Anmerkungen) | Höchstplatzierung, Gesamtwochen, AuszeichnungChartplatzierungen (Jahr, Titel, Musiklabel, Platzierungen, Wochen, Auszeichnungen, Anmerkungen) | Höchstplatzierung, Gesamtwochen, AuszeichnungChartplatzierungen (Jahr, Titel, Musiklabel, Platzierungen, Wochen, Auszeichnungen, Anmerkungen) | Höchstplatzierung, Gesamtwochen, AuszeichnungChartplatzierungen (Jahr, Titel, Musiklabel, Platzierungen, Wochen, Auszeichnungen, Anmerkungen) | Höchstplatzierung, Gesamtwochen, AuszeichnungChartplatzierungen (Jahr, Titel, Musiklabel, Platzierungen, Wochen, Auszeichnungen, Anmerkungen) | Höchstplatzierung, Gesamtwochen, AuszeichnungChartplatzierungen (Jahr, Titel, Musiklabel, Platzierungen, Wochen, Auszeichnungen, Anmerkungen) | Anmerkungen                            |
| Jahr | Titel Musiklabel                                       | NG | DE | AT | CH | UK | US | Anmerkungen                            |
| ---- | ------------------------------------------------------ | --- | --- | --- | --- | --- | --- | -------------------------------------- |
| 2019 | Rema Jonzing World (JWE) • Mavin Records (MGH)         | — | — | — | — | — | — | Erstveröffentlichung: 22. März 2019    |
| 2019 | Freestyle Jonzing World (JWE) • Mavin Records (MGH)    | — | — | — | — | — | — | Erstveröffentlichung: 19. Juni 2019    |
| 2019 | Bad Commando Jonzing World (JWE) • Mavin Records (MGH) | — | — | — | — | — | — | Erstveröffentlichung: 4. Oktober 2019  |
| 2023 | Ravage Jonzing World (JWE) • Mavin Records (MGH)       | NG1 (… Wo.)NG | — | — | — | — | — | Erstveröffentlichung: 26. Oktober 2023 |

## Singles

### Als Leadmusiker
| Jahr | Titel Album                          | Höchstplatzierung, Gesamtwochen, AuszeichnungChartplatzierungen (Jahr, Titel, Album, Platzierungen, Wochen, Auszeichnungen, Anmerkungen) | Höchstplatzierung, Gesamtwochen, AuszeichnungChartplatzierungen (Jahr, Titel, Album, Platzierungen, Wochen, Auszeichnungen, Anmerkungen) | Höchstplatzierung, Gesamtwochen, AuszeichnungChartplatzierungen (Jahr, Titel, Album, Platzierungen, Wochen, Auszeichnungen, Anmerkungen) | Höchstplatzierung, Gesamtwochen, AuszeichnungChartplatzierungen (Jahr, Titel, Album, Platzierungen, Wochen, Auszeichnungen, Anmerkungen) | Höchstplatzierung, Gesamtwochen, AuszeichnungChartplatzierungen (Jahr, Titel, Album, Platzierungen, Wochen, Auszeichnungen, Anmerkungen) | Höchstplatzierung, Gesamtwochen, AuszeichnungChartplatzierungen (Jahr, Titel, Album, Platzierungen, Wochen, Auszeichnungen, Anmerkungen) | Anmerkungen                                                                   |
| Jahr | Titel Album                          | NG | DE | AT | CH | UK | US | Anmerkungen                                                                   |
| --- | ------------------------------------ | --- | --- | --- | --- | --- | --- | ----------------------------------------------------------------------------- |
| 2019 | Love In The Morning –                | — | — | — | — | — | — | Erstveröffentlichung: 4. November 2019 mit Thutmose                           |
| 2019 | Bad Commando                         | — | — | — | — | — | — | Erstveröffentlichung: 25. November 2019 mit Thutmose                          |
| 2020 | Dumebi (Remix) –                     | — | — | — | — | — | — | Erstveröffentlichung: 13. Februar 2020 feat. Becky G                          |
| 2020 | Rainbow –                            | — | — | — | — | — | — | Erstveröffentlichung: 20. Februar 2020                                        |
| 2020 | Ginger Me Rema Compilation           | NG73 (4 Wo.)NG | — | — | — | — | — | Erstveröffentlichung: 18. Juni 2020                                           |
| 2020 | Alien Rema Compilation               | — | — | — | — | — | — | Erstveröffentlichung: 25. Juni 2020                                           |
| 2020 | Woman –                              | — | — | — | — | — | — | Erstveröffentlichung: 2. Juli 2020                                            |
| 2020 | Peace of Mind –                      | — | — | — | — | — | — | Erstveröffentlichung: 3. Dezember 2020                                        |
| 2021 | One Shirt –                          | — | — | — | — | — | — | Erstveröffentlichung: 20. Januar 2021 mit D’Price & Ruger feat. Jonzing World |
| 2021 | Bounce –                             | — | — | — | — | — | — | Erstveröffentlichung: 25. Februar 2021                                        |
| 2021 | Soundgasm Rave & Roses               | — | — | — | CH— GoldCH | UK— SilberUK | — | Erstveröffentlichung: 10. Juni 2021                                           |
| 2022 | Calm Down Rave & Roses               | NG17 ×2Doppelplatin · (43 Wo.)NG | DE15 Platin · (65 Wo.)DE | AT7 Gold · (62 Wo.)AT | CH1 ×4Vierfachplatin · (121 Wo.)CH | — | — | Erstveröffentlichung: 10. Februar 2022                                        |
| 2022 | FYN Rave & Roses                     | — | — | — | — | — | — | Erstveröffentlichung: 10. März 2022 feat. AJ Tracey                           |
| 2022 | Time N Affection Rave & Roses        | — | — | — | — | — | — | Erstveröffentlichung: 23. März 2022 feat. Chris Brown                         |
| 2022 | Calm Down (Remix) Rave & Roses Ultra | — | — | — | — | UK3 ×3Dreifachplatin · (71 Wo.)UK | US3 ×5Fünffachplatin · (57 Wo.)US | Erstveröffentlichung: 25. August 2022 mit Selena Gomez                        |
| 2022 | Only You –                           | NG53 (3 Wo.)NG | — | — | — | — | — | Erstveröffentlichung: 14. Oktober 2022 mit Stany & Offset                     |
| 2022 | Breathe Anthem –                     | — | — | — | — | — | — | Erstveröffentlichung: 14. Oktober 2022 mit Breathe Music WA & Mani Lapussh    |
| 2023 | Mercedes –                           | — | — | — | — | — | — | Erstveröffentlichung: 27. Januar 2023 mit Samba Peuzzi                        |
| 2023 | Holiday Rave & Roses Ultra           | NG3 Platin · (24 Wo.)NG | — | — | — | — | — | Erstveröffentlichung: 16. Februar 2023                                        |
| 2023 | Reason You Rave & Roses Ultra        | NG16 (12 Wo.)NG | — | — | — | — | — | Erstveröffentlichung: 16. Februar 2023                                        |
| 2023 | Soweto –                             | NG4 (51 Wo.)NG | — | — | — | UK65 Gold · (9 Wo.)UK | — | Erstveröffentlichung: 22. März 2023 mit Victony, Don Toliver & Tempoe         |
| 2023 | Charm Rave & Roses Ultra             | NG1 (30 Wo.)NG | — | — | CH80 (7 Wo.)CH | — | — | Erstveröffentlichung: 26. April 2023                                          |
| 2023 | Pretty Girl –                        | NG18 (5 Wo.)NG | — | — | — | — | — | Erstveröffentlichung: 13. Oktober 2023 mit Ice Spice                          |
| 2024 | Benin Boys Heis                      | NG1 Platin · (24 Wo.)NG | — | — | — | — | — | Erstveröffentlichung: 20. Juni 2024 feat. Shallipopi                          |
| 2024 | Hehehe Heis                          | NG3 Platin · (24 Wo.)NG | — | — | — | — | — | Erstveröffentlichung: 7. Juli 2024                                            |
| 2024 | Favourite Girl –                     | NG3 Gold · (42 Wo.)NG | — | — | — | — | — | Erstveröffentlichung: 8. August 2024 mit Darkoo                               |
| 2024 | Fi Kan We Kan –                      | NG1 (24 Wo.)NG | — | — | — | — | — | Erstveröffentlichung: 15. Oktober 2024 mit Bnxn                               |
| 2025 | Baby (Is It a Crime) –               | NG1 (… Wo.)NG | — | — | — | UK53 (4 Wo.)UK | — | Erstveröffentlichung: 7. Februar 2025                                         |
| 2025 | Bout U –                             | NG2 (… Wo.)NG | — | — | — | — | — | Erstveröffentlichung: 10. April 2025                                          |
| Folgende Lieder erschienen nicht als Single, wurden aber durch das Album zum Download und Streaming bereitgestellt und konnten somit eine Platzierung erlangen: |                                      | | | | | | |                                                                               |
| |                                      | | | | | | |                                                                               |
| 2022 | Are You There? Rave & Roses          | NG72 (2 Wo.)NG | — | — | — | — | — |                                                                               |
| 2023 | Hov Rave & Roses Ultra               | NG44 (2 Wo.)NG | — | — | — | — | — |                                                                               |
| 2023 | Smooth Criminal Ravage               | NG2 (15 Wo.)NG | — | — | — | — | — |                                                                               |
| 2023 | DND Ravage                           | NG5 ×2Doppelplatin · (28 Wo.)NG | — | — | — | — | — |                                                                               |
| 2023 | Trouble Maker Ravage                 | NG17 (24 Wo.)NG | — | — | — | — | — |                                                                               |
| 2023 | Don’t Leave Ravage                   | NG21 (2 Wo.)NG | — | — | — | — | — |                                                                               |
| 2023 | Red Potion Ravage                    | NG25 (10 Wo.)NG | — | — | — | — | — |                                                                               |
| 2024 | Ozeba Heis                           | NG3 Platin · (33 Wo.)NG | — | — | — | — | — |                                                                               |
| 2024 | Yayo Heis                            | NG6 Gold · (19 Wo.)NG | — | — | — | — | — |                                                                               |
| 2024 | Azaman Heis                          | NG27 Gold · (19 Wo.)NG | — | — | — | — | — |                                                                               |
| 2024 | War Machine Heis                     | NG25 Silber · (5 Wo.)NG | — | — | — | — | — | feat. Odumodublvck                                                            |
| 2024 | Abu Dhabi Heis                       | NG27 Gold · (4 Wo.)NG | — | — | — | — | — |                                                                               |
| 2024 | Heis                                 | NG28 Silber · (5 Wo.)NG | — | — | — | — | — |                                                                               |
| 2024 | Now I Know Heis                      | NG40 (3 Wo.)NG | — | — | — | — | — |                                                                               |
| 2024 | Villain Heis                         | NG47 (3 Wo.)NG | — | — | — | — | — |                                                                               |
| 2024 | Edungun Heis                         | NG49 (3 Wo.)NG | — | — | — | — | — |                                                                               |

### Als Gastmusiker
| Jahr | Titel Album                            | Höchstplatzierung, Gesamtwochen, AuszeichnungChartplatzierungen (Jahr, Titel, Album, Platzierungen, Wochen, Auszeichnungen, Anmerkungen) | Höchstplatzierung, Gesamtwochen, AuszeichnungChartplatzierungen (Jahr, Titel, Album, Platzierungen, Wochen, Auszeichnungen, Anmerkungen) | Höchstplatzierung, Gesamtwochen, AuszeichnungChartplatzierungen (Jahr, Titel, Album, Platzierungen, Wochen, Auszeichnungen, Anmerkungen) | Höchstplatzierung, Gesamtwochen, AuszeichnungChartplatzierungen (Jahr, Titel, Album, Platzierungen, Wochen, Auszeichnungen, Anmerkungen) | Höchstplatzierung, Gesamtwochen, AuszeichnungChartplatzierungen (Jahr, Titel, Album, Platzierungen, Wochen, Auszeichnungen, Anmerkungen) | Höchstplatzierung, Gesamtwochen, AuszeichnungChartplatzierungen (Jahr, Titel, Album, Platzierungen, Wochen, Auszeichnungen, Anmerkungen) | Anmerkungen |
| Jahr | Titel Album                            | NG | DE | AT | CH | UK | US | Anmerkungen |
| --- | -------------------------------------- | --- | --- | --- | --- | --- | --- | --- |
| 2020 | Simple Things –                        | — | — | — | — | — | — | Erstveröffentlichung: 9. Juli 2020 DJDS feat. Tory Lanez & Rema                                                                   |
| 2020 | Jollof on the Jet Original Copy        | NG97 (1 Wo.)NG | — | — | — | — | — | Erstveröffentlichung: 17. Juli 2020 Cuppy feat. Rema                                                                              |
| 2021 | Dimension –                            | — | — | — | — | — | — | Erstveröffentlichung: 18. März 2021 Jae5 feat. Skepta & Rema                                                                      |
| 2021 | Twisted Fantasy Dark Side              | — | — | — | — | — | — | Erstveröffentlichung: 18. März 2021 Justine Skye feat. Rema                                                                       |
| 2022 | Ayo Girl (Fayahh Beat) –               | — | — | — | — | — | — | Erstveröffentlichung: 15. März 2022 Robinson & Jason Derulo feat. Rema & Tempoe                                                   |
| 2022 | Won Da Mo Chapter X                    | NG1 Platin · (31 Wo.)NG | — | — | — | — | — | Erstveröffentlichung: 9. November 2022 Mavins feat. Rema, Boy Spice, Crayon, Bayanni, Magixx, Ladipoe, Ayra Starr & Johnny Drille |
| 2023 | Hide & Seek (Remix) –                  | NG29 (24 Wo.)NG | — | — | — | — | — | Erstveröffentlichung: 24. Februar 2023 Stormzy feat. Rema                                                                         |
| 2023 | Bubalu Mor, no le temas a la oscuridad | — | — | — | — | — | US— ×2Doppelplatin (Latin)US | Erstveröffentlichung: 22. September 2023 Verkäufe: + 250.000; Feid feat. Rema                                                     |
| Folgende Lieder erschienen nicht als Single, wurden aber durch das Album zum Download und Streaming bereitgestellt und konnten somit eine Platzierung erlangen: |                                        | | | | | | | |
| |                                        | | | | | | | |
| 2022 | Afro Jigga Providence                  | NG97 (1 Wo.)NG | — | — | — | — | — | Ladipoe feat. Rema |
| 2022 | Compromise Playboy                     | NG23 (6 Wo.)NG | — | — | — | — | — | Fireboy DML feat. Rema |
| 2022 | Amina Chapter X                        | NG29 (2 Wo.)NG | — | — | — | — | — | Mavins feat. Rema, Ladipoe, Bayanni, Crayon, Boy Spyce, Magixx & Ayra Starr                                                       |
| 2022 | Amina Chapter X                        | NG45 (6 Wo.)NG | — | — | — | — | — | Mavins feat. Rema, Ayra Starr, Bayanni, Crayon & DJ Nig N                                                                         |
| 2023 | Mukulu Unruly                          | NG32 (4 Wo.)NG | — | — | — | — | — | Olamide feat. Rema |
| 2025 | Toxic Mania                            | — | — | — | CH43 (1 Wo.)CH | — | — | Hamza feat. Rema |

## Statistik

### Chartauswertung
|                     | NG    | DE    | AT    | CH    | UK    | US    |
| ------------------- | ----- | ----- | ----- | ----- | ----- | ----- |
| Nummer-eins-Alben   | NG2NG | DE—DE | AT—AT | CH—CH | UK—UK | US—US |
| Top-10-Alben        | NG3NG | DE—DE | AT—AT | CH—CH | UK—UK | US—US |
| Alben in den Charts | NG4NG | DE—DE | AT—AT | CH1CH | UK1UK | US1US |

|                       | NG     | DE    | AT    | CH    | UK    | US    |
| --------------------- | ------ | ----- | ----- | ----- | ----- | ----- |
| Nummer-eins-Singles   | NG5NG  | DE—DE | AT—AT | CH1CH | UK—UK | US—US |
| Top-10-Singles        | NG13NG | DE—DE | AT1AT | CH1CH | UK1UK | US1US |
| Singles in den Charts | NG37NG | DE1DE | AT1AT | CH3CH | UK3UK | US1US |

### Auszeichnungen für Musikverkäufe
| Silberne Schallplatte - Vereinigtes Königreich - 2023: für das Lied Dumebi Goldene Schallplatte - Brasilien - 2024: für das Lied Fame - Chile - 2023: für die Single Calm Down (Remix) - Frankreich - 2025: für das Lied Corny - Griechenland - 2023: für die Single Calm Down - Niederlande - 2022: für die Single Soundgasm - 2022: für die Single Calm Down - Schweiz - 2023: für das Lied Dumebi Platin-Schallplatte - Dänemark - 2023: für die Single Calm Down - Frankreich - 2023: für das Lied Dumebi - 2024: für das Album Rave & Roses - 2024: für die Single Soundgasm - 2025: für die Single Charm - Griechenland - 2023: für die Single Calm Down (Remix) - Kanada - 2023: für das Album Rave & Roses - Norwegen - 2024: für die Single Calm Down (Remix) - Polen - 2024: für das Album Rave & Roses - Spanien - 2023: für das Lied 44 - 2024: für die Single Bubalu - Zentralamerika - 2024: für die Single Bubalu | 2× Platin-Schallplatte - Belgien - 2023: für die Single Calm Down - Brasilien - 2024: für das Album Rave & Roses 3× Platin-Schallplatte - Italien - 2024: für die Single Calm Down 4× Platin-Schallplatte - Neuseeland - 2025: für die Single Calm Down (Remix) - Spanien - 2024: für die Single Calm Down 8× Platin-Schallplatte - Australien - 2024: für die Single Calm Down (Remix) 9× Platin-Schallplatte - Portugal - 2024: für die Single Calm Down 13× Platin-Schallplatte - Indien - 2023: für die Single Calm Down Diamantene Schallplatte - Brasilien - 2024: für die Single Calm Down - Frankreich - 2022: für die Single Calm Down - Kanada - 2024: für die Single Calm Down (Remix) - Polen - 2024: für die Single Calm Down |

Anmerkung: Auszeichnungen in Ländern aus den Charttabellen bzw. Chartboxen sind in ebendiesen zu finden.
| Land/RegionAuszeichnungen für Musikverkäufe (Land/Region, Auszeichnungen, Verkäufe, Quellen) | Silber     | Gold       | Platin       | Diamant     | Verkäufe  | Quellen             |
| -------------------------------------------------------------------------------------------- | ---------- | ---------- | ------------ | ----------- | --------- | ------------------- |
| Australien (ARIA)                                                                            | —          | —          | 8× Platin8   | —           | 560.000   | aria.com.au         |
| Belgien (BRMA)                                                                               | —          | —          | 2× Platin2   | —           | 80.000    | ultratop.be         |
| Brasilien (PMB)                                                                              | —          | Gold1      | 2× Platin2   | Diamant1    | 260.000   | pro-musicabr.org.br |
| Chile (IFPI)                                                                                 | —          | Gold1      | —            | —           | 90.000    | Einzelnachweise     |
| Dänemark (IFPI)                                                                              | —          | —          | Platin1      | —           | 90.000    | ifpi.dk             |
| Deutschland (BVMI)                                                                           | —          | —          | Platin1      | —           | 600.000   | musikindustrie.de   |
| Frankreich (SNEP)                                                                            | —          | Gold1      | 4× Platin4   | Diamant1    | 1.133.333 | snepmusique.com     |
| Griechenland (IFPI)                                                                          | —          | Gold1      | Platin1      | —           | 30.000    | Einzelnachweise     |
| Indien (IMI)                                                                                 | —          | —          | 13× Platin13 | —           | 1.560.000 | Einzelnachweise     |
| Italien (FIMI)                                                                               | —          | —          | 3× Platin3   | —           | 300.000   | fimi.it             |
| Kanada (MC)                                                                                  | —          | —          | Platin1      | Diamant1    | 880.000   | musiccanada.com     |
| Neuseeland (RMNZ)                                                                            | —          | —          | 4× Platin4   | —           | 120.000   | radioscope.co.nz    |
| Niederlande (NVPI)                                                                           | —          | 2× Gold2   | —            | —           | 80.000    | nvpi.nl             |
| Nigeria (TCSN)                                                                               | 2× Silber2 | 4× Gold4   | 9× Platin9   | —           | 1.150.000 | turntablecharts.com |
| Norwegen (IFPI)                                                                              | —          | —          | Platin1      | —           | 60.000    | ifpi.no             |
| Österreich (IFPI)                                                                            | —          | Gold1      | —            | —           | 15.000    | ifpi.at             |
| Polen (ZPAV)                                                                                 | —          | —          | Platin1      | Diamant1    | 270.000   | olis.pl             |
| Portugal (AFP)                                                                               | —          | —          | 9× Platin9   | —           | 90.000    | Einzelnachweise     |
| Schweiz (IFPI)                                                                               | —          | 2× Gold2   | 5× Platin5   | —           | 120.000   | hitparade.ch        |
| Spanien (Promusicae)                                                                         | —          | —          | 6× Platin6   | —           | 360.000   | elportaldemusica.es |
| Vereinigte Staaten (RIAA)                                                                    | —          | Gold1      | 7× Platin7   | —           | 5.620.000 | riaa.com            |
| Vereinigtes Königreich (BPI)                                                                 | 2× Silber2 | Gold1      | 3× Platin3   | —           | 2.600.000 | bpi.co.uk           |
| Zentralamerika (CFC)                                                                         | —          | —          | Platin1      | —           | 70.000    | cfc-musica.com      |
| Insgesamt                                                                                    | 4× Silber4 | 15× Gold15 | 82× Platin82 | 4× Diamant4 |           |                     |